# Línea 1M4 (Suburbanos Montevideo)
La línea 1M4 de la red de transporte  suburbano de Montevideo une la terminal Baltasar Brum con Playa Pascual en Ciudad del Plata.

## Recorridos
Parte desde la Estación Baltasar Brum hacia Playa Pascual, circulando por Playa Penino. En su retorno su recorrido inicia en la Playa Penino. 
| Partida Andén (Estación Baltasar Brum) - Río Branco - Galicia - República - Cerro Largo - Avenida Daniel Fernández Crespo - Avenida de las Leyes - Avenida Agraciada - San Quntín - Santa Lucía - Eduardo Paz Aguirre - Avenida Luis Batlle Berres - (Terminal Paso de la Arena) - Avenida Luis Batlle Berres - Ruta 1 Vieja - Avenida Tomás Penino - Autodromo - Playa Penino - Calle 14 - De Soto - Calle 8 - Autodromo - Ruta 1 - Avenida Río de la Plata - Playa Pascual | Retorno (Playa Penino) - Autodromo - Calle 14 - De Soto - Calle 8 - Autodromo - Avenida Tomás Penino - Ruta 1 Vieja - Avenida Luis Batlle Berres - (Terminal Paso de la Arena) - Avenida Luis Batlle Berres - Eduardo Paz Aguirre - Acceso a Santa Lucía - Córdoba - José Llupes - Avenida Agraciada - Avenida de las Leyes - Madrid - Magallanes - Galicia - República - Avenida Uruguay - Ciudadela - Rambla Franklin D. Roosevelt - (Estación Baltasar Brum) |

## Barrios
El 1M4 circula por los barrios de Montevideo: Ciudad Vieja, Centro, Cordón, Aguada, Arroyo Seco, Bella Vista, Capurro, Prado, Paso Molino, Belvedere, Nuevo París, Paso de la Arena, el pueblo Santiago Vázquez, y los barrios Delta del Tigre, Playa Penino y Playa Pascual de Ciudad del Plata.

## Frecuencia
La línea 1M4 cuenta  con dos únicas salidas diarias, y sus partidas son: 17:10 en la ida y 07:05 en la vuelta, ya que la línea 1M12 cumple el mismo recorrido, a diferencia que circula por Delta del Tigre y no cruza la Ruta 1, por lo que ofrece más salidas.